# Viện Hàn lâm Khoa học Quốc gia Armenia
Viện hàn lâm Khoa học Armenia (tiếng Armenia: Հայաստանի Հանրապետության գիտությունների ազգային ակադեմիա) là cơ quan nghiên cứu và điều phối các hoạt động nghiên cứu trong các lãnh vực khoa học tự nhiên và khoa học xã hội ở Cộng hòa Armenia. Viện có trụ sở chính ở thủ đô Yerevan và những chi nhánh ở Gyumri, Sevan, Goris, Vanadzor và Ghapan.

## Lịch sử
Viện được thành lập ngày 29.11.1943 bởi nhiều nhà trí thức Armenia, trong đó có Joseph Orbeli, Stepan Malkhasyants và Viktor Ambartsumyan. Chủ tịch đầu tiên của viện là Orbeli.
Viện bao gồm 5 ngành nghiên cứu chính:
- Toán học & Khoa học kỹ thuật
- Vật lý học & Vật lý thiên văn (quản lý Đài Vật lý thiên văn ở Byurakan)
- Khoa học tự nhiên
- Armenia học & Khoa học xã hội
- Hóa học & Khoa học Trái đất.

## Các chủ tịch Viện hàn lâm Khoa học Armenia
- Joseph Orbeli (1943-1947)
- Viktor Ambartsumian (1947-1993)
- Fadei Sarkisian (1993-2006)
- Radik Martirosyan (từ 17.5.2006-tới nay)